# Melanchroia aterea
Melanchroia aterea är en fjärilsart som beskrevs av Stoll 1781. Melanchroia aterea ingår i släktet Melanchroia och familjen mätare. Inga underarter finns listade i Catalogue of Life.

## Bildgalleri

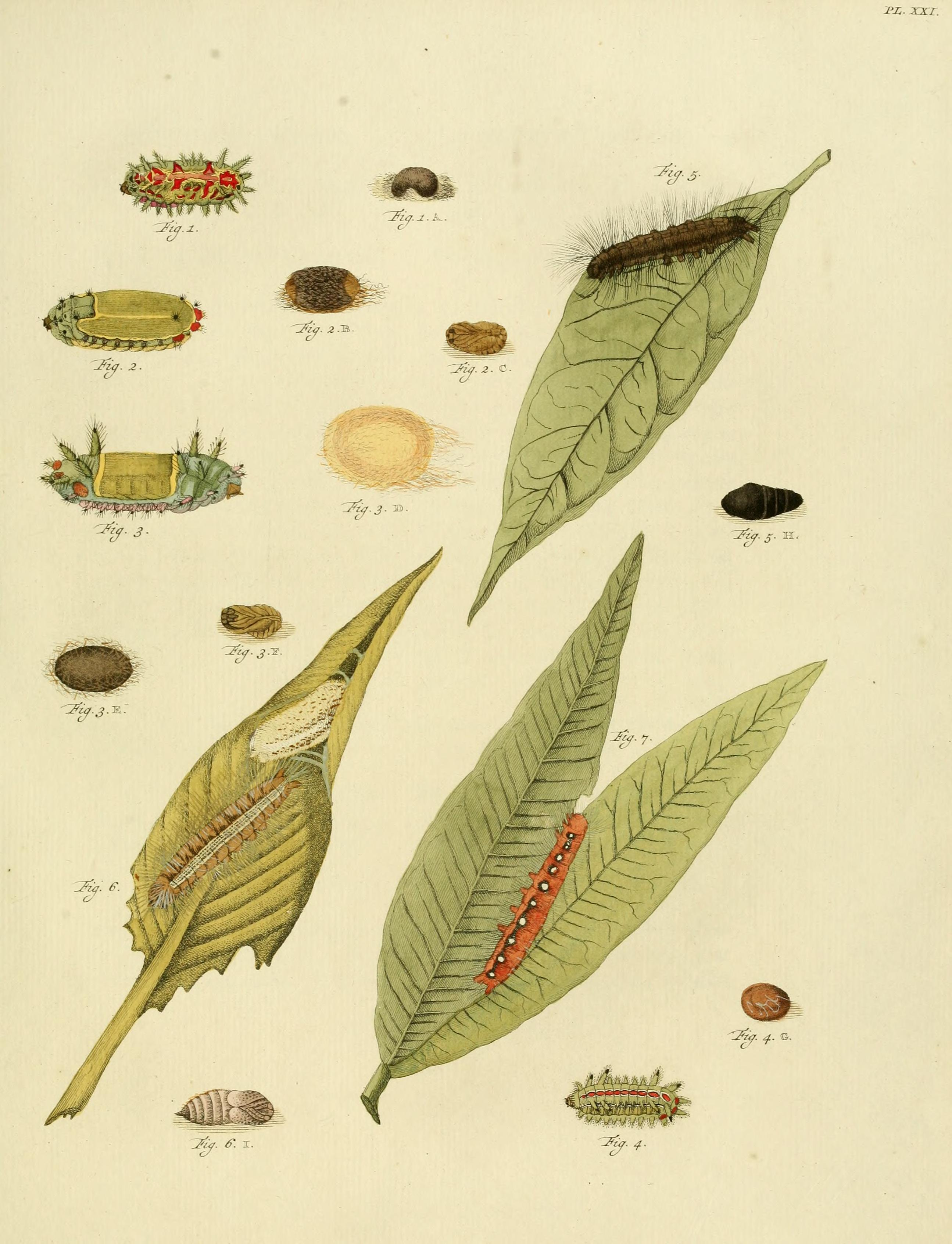
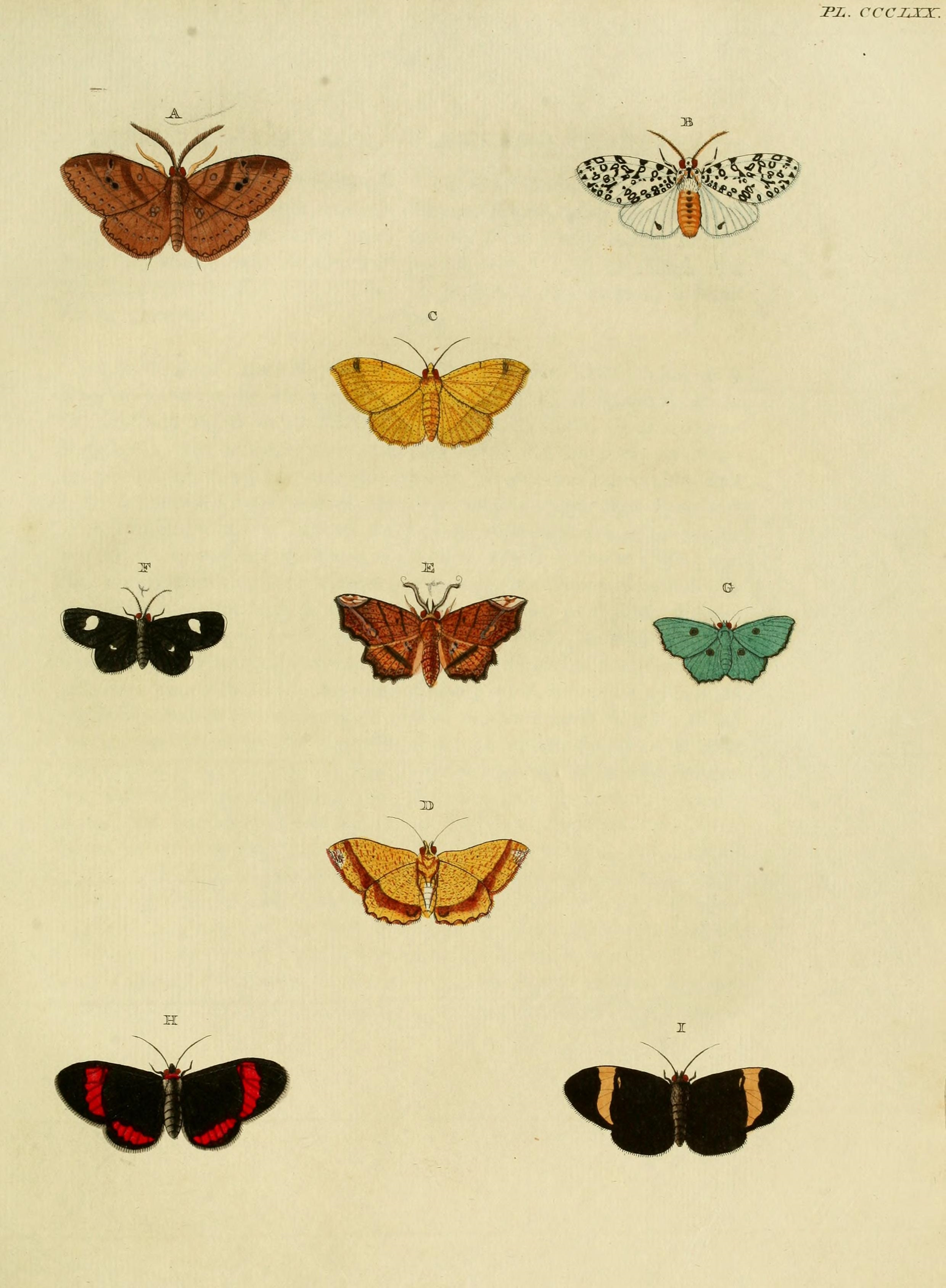